# جاي إس إف نانتير
جاي إس إف نانتير (بالإنجليزية: JSF Nanterre)‏ هو فريق كرة سلة فرنسي تأسس في 1927 يقع في نانتير، فرنسا. يلعب في الدوري الفرنسي لكرة السلة الدرجة الأولى.

## وصلات خارجية
- الموقع الإلكتروني